# Єгипетський фунт
Єгипетський фунт (араб. جنيه مصري, код: EGP, символ: E£ або ج.م) — офіційна валюта Арабської Республіки Єгипет. Дорівнює 100 піастрам. Емісійний інститут — Центральний банк Єгипту.
Місцева назва фунта — гіней, піастра — ірш, найрозповсюдженіше позначення фунта — LE (скорочення від фр. livre égyptienne).

## Історія
Фунт було введено королівським указом у 1834 році. До того часу грошовою одиницею країни був піастр (ірш), який було залишено в обігу як розмінну монету вартістю 1⁄100 фунта.
Офіційний обмінний курс фунта до основних світових валют було зафіксовано на законодавчому рівні. Таким чином фактично між 1885 та 1914 роками у фінансовій системі країни діяв золотий стандарт, 1 єгипетський фунт відповідав 7,44 грамам золота. З початком Першої світової війни курс єгипетського фунта було зафіксовано на рівні 1:1 до британського фунта.
Прив'язка до фунта стерлінгів проіснувала до 1962 року, у якому його було дещо девальвовано та прив'язано до долара США на рівні 2,3 долара за 1 єгипетський фунт. Цей офіційний курс декілька разів змінювався, аж поки у 1989 році не було прийнято рішення про запровадження плаваючого валютного курсу єгипетської валюти.

## Банкноти та монети

### Монети
Наразі в обігу перебувають монети номіналом 25, 50 піастрів та 1 фунт. Монети двох останніх (найбільших) номіналів було впроваджено 1 червня 2006. Вони поступово замінили в обігу банкноти відповідних номіналів.
| Зображення                                              | Номінал     | Матеріал                                    | Діаметр (мм) | Товщина (мм)             | Маса (г) | Опис | Рік випуску         |
| ------------------------------------------------------- | ----------- | ------------------------------------------- | ------------ | ------------------------ | -------- | --- | ------------------- |
|                                                         | 5 піастрів  | сталь, плак. міддю                          | 17           | 1,04                     | 2,4      | Аверс: назва держави (араб. جمهورية مصر العربية); номінал арабською; рік карбування за ісламським та григоріанським календарем. Реверс: декоративна ваза.                 | 2008                |
|                                                         | 10 піастрів | сталь, плак. нікелем                        | 19           | 1,1                      | 3,2      | Аверс: назва держави (араб. جمهورية مصر العربية); номінал арабською; рік карбування за ісламським та григоріанським календарем. Реверс: Мечеть Мухаммеда Алі.             | 2008                |
| Файл:Egypt 25 pt 2008.jpgФайл:Egypt 25 pt 2008-2012.jpg | 25 піастрів | сталь, плак. нікелем                        | 21           | 1,89                     | 4,5      | Аверс: назва держави (араб. جمهورية مصر العربية); номінал арабською; рік карбування за ісламським та григоріанським календарем. Реверс: номінал арабською та англійською. | 2008 2010—2012 2018 |
|                                                         | 50 піастрів | Cu/Zn/Ni 75/20/5                            | 25           | 1,58                     | 6,5      | Аверс: назва держави (араб. جمهورية مصر العربية); номінал арабською. Реверс: портрет Клеопатри VII Філопатор; рік карбування за ісламським та григоріанським календарем.  | 2005                |
| сталь, плак. латунню                                    | 50 піастрів | 23                                          | 1,7          | 2007—2008 2010 2012      | 6,5      | Аверс: назва держави (араб. جمهورية مصر العربية); номінал арабською. Реверс: портрет Клеопатри VII Філопатор; рік карбування за ісламським та григоріанським календарем.  |                     |
|                                                         | 1 фунт      | кільце: Cu/Ni 75/25 центр: Cu/Zn/Ni 75/20/5 | 25           | 1,89                     | 8,5      | Аверс: назва держави (араб. جمهورية مصر العربية); номінал арабською; рік карбування за ісламським та григоріанським календарем. Реверс: погребальна маска Тутанхамона.    | 2005                |
| сталь, плак. нікелем сталь, плак. латунню               | 1 фунт      | 1,96                                        | 25           | 2007—2008 2010—2011 2018 | 8,5      | Аверс: назва держави (араб. جمهورية مصر العربية); номінал арабською; рік карбування за ісламським та григоріанським календарем. Реверс: погребальна маска Тутанхамона.    |                     |

### Банкноти
Номінали банкнот, що перебувають в обігу, включають 5, 10, 20, 50, 100 та 200 фунтів. До 2007 року найбільшою за номіналом була банкнота у 100 єгипетських фунтів. У грудні 2006 року газета «Аль-Ахрам» повідомила про плани щодо випуску в обіг банкнот номіналами 200 та 500 фунтів. 200-фунтова банкнота з'явилася вже у 2007 році, випуск 500-фунтової досі не відбувся.
Цікавою особливістю дизайну банкнот є те, що, незалежно від номіналу, лицьовий бік банкноти відображає належність Єгипту до арабського світу, а зворотний підкреслює стародавність країни та її позиції як одного з важливих центрів міжнародного туризму: на лицьовому боці зображуються порівняно сучасні пам'ятки ісламу, на зворотному — пам'ятки культури стародавнього Єгипту; написи на лицьовому боці — арабською, на зворотному — англійською мовою; номінал банкноти на лицьовому боці зазначається східно-арабськими цифрами, а на зворотному — звичними для представників інших культур арабськими.
| Арабські цифри        | 0 | 1 | 2 | 3 | 4 | 5 | 6 | 7 | 8 | 9 |
| --------------------- | - | - | - | - | - | - | - | - | - | - |
| Східно-арабські цифри | ٠ | ١ | ٢ | ٣ | ٤ | ٥ | ٦ | ٧ | ٨ | ٩ |

| Поточна серія банкнот | Поточна серія банкнот | Поточна серія банкнот | Поточна серія банкнот | Поточна серія банкнот | Поточна серія банкнот               | Поточна серія банкнот                                                                   |
| Зображення            | Зображення            | Номінал               | Розміри (мм)          | Основний колір        | Опис                                | Опис                                                                                    |
| Аверс                 | Реверс                | Номінал               | Розміри (мм)          | Основний колір        | Аверс                               | Реверс                                                                                  |
| --------------------- | --------------------- | --------------------- | --------------------- | --------------------- | ----------------------------------- | --------------------------------------------------------------------------------------- |
|                       |                       | 25pt                  | 130 × 70              | Блакитний, фіолетовий | Мечеть Аїші                         | Герб Єгипту; продукція рослинництва                                                     |
|                       |                       | 50pt                  | 135 × 70              | Помаранчевий          | Мечеть аль-Азхар                    | Фараон Рамсес II; предмети давньоєгипетського мистецтва                                 |
|                       |                       | E£1                   | 140 × 70              | Коричневий            | Мечеть та мавзолей султана Каїт-бея | Храм Рамсеса II в Абу-Сімбел                                                            |
|                       |                       | E£5                   | 145 × 70              | Блакитно-зелений      | Мечеть Ібн-Тулуна в Каїрі           | Фараонське гравіювання що символізує пожертвування долині річки Ніл — «житниці» Єгипту. |
|                       |                       | E£10                  | 150 × 70              | Рожевий               | Мечеть ар-Ріфаї                     | Статуя фараона Хафра                                                                    |
|                       |                       | E£20                  | 155 × 70              | Зелений               | Мечеть Алі Мухаммеда                | Бойова колісниця                                                                        |
|                       |                       | E£50                  | 160 × 70              | Червоно-коричневий    | Мечеть Абу Хурайра                  | Храм Едфу                                                                               |
|                       |                       | E£100                 | 165 × 70              | Фіолетовий            | Мечеть султана Хасана               | Сфінкс                                                                                  |
|                       |                       | E£200                 | 175 × 80              | Оливковий             | Мечеть Кайтбея Аль-Рамаха           | Скульптура «Писар, що сидить»                                                           |

## Валютний курс
Станом на 9 липня 2025, валютний курс єгипетського фунта (за даними НБУ, ЄЦБ та МВФ) становить 1,187 фунта за 1 гривню (0,8422 гривень за 1 фунт), 58,25 фунтів за 1 євро та 49,79 фунтів за 1 долар США.